# Anotopteridae

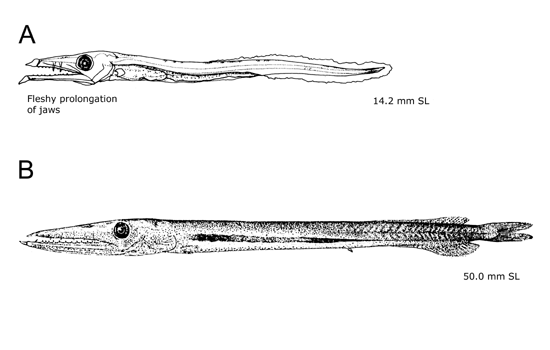
Anotopterus pharao, juvenil y adulto.

Anotopteridae (que significa "familia sin aletas en la espalda") o dientes-daga es una familia de Aulopiformes cuyos miembros son largos y delgados. Son depredadores y sus dientes tienen forma de daga o puñal. Comprende únicamente tres especies: Anotopterus nikparini, propia del Pacífico norte, Anotopterus pharao, en el Atlántico norte y Anotopterus vorax en el hemisferio sur.